# Groupe fini

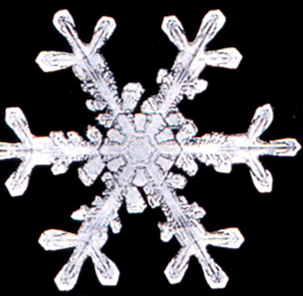
Un exemple de groupe fini est le groupe des transformations laissant invariant un flocon de neige (par exemple la symétrie par rapport à l'axe horizontal).

En mathématiques, un groupe fini est un groupe constitué d'un nombre fini d'éléments.

## Introduction
Soit G un groupe. On note en général sa loi multiplicativement et on désigne alors son élément neutre par 1. Toutefois, si G est abélien, la loi est souvent notée additivement et son élément neutre est alors désigné par 0 ; ce n'est cependant pas une règle générale : par exemple, le groupe multiplicatif d'un corps commutatif est noté multiplicativement, bien qu'il soit abélien.
On dit que G est un groupe fini lorsque l'ensemble G est fini. Le nombre d'éléments de G est alors noté |G| et est appelé ordre du groupe.
On supposera dans la suite que G est un groupe fini.
Soit {\displaystyle g\in G}. Comme G est fini, le principe des tiroirs de Dirichlet permet de montrer que l'ensemble {\displaystyle E_{g}=\{k\in \mathbb {N} ^{*}\mid g^{k}=1\}} est non vide. Il admet donc un plus petit élément, que l'on appelle l'ordre de l'élément {\displaystyle g}, distinct de l'ordre du groupe G défini ci-dessus. Ces deux notions d'ordre sont liées, par exemple dans le cas des groupes cycliques décrits ci-dessous. 
L'ordre d d'un élément g possède une propriété arithmétique très utile qui provient directement de la division euclidienne :

Soit n un entier non nul tel que gn = 1, alors d divise n.
Un sous-ensemble S de G engendre ce groupe si tous les éléments de G s'écrivent comme un produit d'éléments ou d'inverses d'éléments de S. L'ensemble S est appelé une partie génératrice de G.
Comme G est fini, l'inverse d'un élément g est une puissance de g (plus précisément, on a g-1 = gd–1, où d désigne l'ordre de g). Il suit donc qu'un sous-ensemble S de G est une partie génératrice si et seulement si tout élément de G est un produit d'éléments de S.
Un groupe fini engendré par un singleton {g} est dit cyclique. Par abus de langage, on dit que l'élément g engendre G, et on note alors {\displaystyle G=\langle g\rangle }. Il est facile de vérifier qu'un tel groupe est nécessairement abélien. Remarquons que l'ordre d'un groupe fini cyclique est égal à l'ordre d'un de ses générateurs.
Tous les éléments d'un groupe fini G ont un ordre inférieur ou égal à |G|.
Un résultat fondamental dans l'étude des groupes finis est le théorème de Lagrange :

Soient G un groupe fini et H un sous-groupe de G, alors l'ordre de H divise l'ordre de G.
Une conséquence immédiate est que si G est un groupe d'ordre m, alors tout élément g de G vérifie gm = 1 (considérer le sous-groupe engendré par g).

## Parité de l'ordre et involution
Si un groupe fini possède au moins une involution (élément d'ordre 2) alors, d'après le théorème de Lagrange, ce groupe est d'ordre pair.
Réciproquement, dans un groupe fini d'ordre pair, le nombre d'involution(s) est impair d'après le théorème de Cauchy sur les éléments d'ordre p, donc ce nombre n'est pas nul.
En conclusion l'ordre d'un groupe fini est 
- impair s'il n'a pas d'involution,
- pair s'il possède au moins une involution.

## Exemples
Voici quelques exemples classiques de groupes finis :
- le groupe des racines n-ièmes de l'unité : {\displaystyle (\mathbb {U} _{n},\cdot )} où {\displaystyle \mathbb {U} _{n}=\{{\rm {e}}^{2k{\rm {i}}\pi /n}\mid 0\leq k\leq n-1\}} ;
- le groupe des classes résiduelles modulo n : {\displaystyle (\mathbb {Z} /n\mathbb {Z} ,+)} ;
- le groupe symétrique, {\displaystyle ({\mathfrak {S}}_{n},\circ )} : groupe des permutations d'un ensemble à n éléments ;
- le groupe de Klein D4 ;
- plus généralement, le groupe diédral, {\displaystyle (D_{2n},\circ )} :  groupe des isométries planes qui conservent un polygone régulier à n côtés ;
- le groupe des quaternions.

Les deux premiers exemples désignent, en un certain sens, le « même » groupe. Pour comprendre ce qu'on entend par « même », on va introduire la notion de morphisme de groupes.

## Morphismes de groupes
Lorsque deux groupes sont isomorphes, ils sont identiques du point de vue de la théorie des groupes.
L'étude des morphismes de groupes est donc importante pour la compréhension des groupes. Des branches de la théorie des groupes finis, comme la théorie des représentations d'un groupe fini, sont consacrées entièrement à cette activité.
Par exemple, les groupes {\displaystyle (\mathbb {Z} /n\mathbb {Z} ,+)} et {\displaystyle (\mathbb {U} _{n},\cdot )} sont isomorphes car l'application
{\displaystyle (\mathbb {Z} /n\mathbb {Z} ,+)\to (\mathbb {U} _{n},\cdot ),\quad {\overline {k}}\mapsto {\rm {e}}^{2k{\rm {i}}\pi /n}}
est un isomorphisme de groupes.
Dire que ces groupes sont isomorphes signifie qu'ils sont identiques : toutes les propriétés de l'un se retrouvent dans l'autre. Dans la théorie des groupes, on n'étudiera donc les propriétés que d'un seul de ces deux groupes (celui qu'on veut).

## Théorème de Wilson
Dans un groupe abélien fini, le produit des éléments est égal 
- au neutre si son ordre est impair,
- au produit des involutions si son ordre est pair.

Pour le groupe {\displaystyle ((\mathbb {Z} /p\mathbb {Z} )^{*},\cdot )}, avec p premier impair, on retrouve le théorème de Wilson classique.
En effet, l'ordre, qui est égal à p – 1, est pair et l'unique involution est la classe (modulo p) de –1.

## Produit direct - Produit semi-direct
À partir de deux groupes finis H et K, on peut construire un nouveau groupe : le produit direct externe de H par K ; plus généralement, si l'on se donne en plus un morphisme {\displaystyle f:K\to {\hbox{Aut}}H}, alors on peut construire le produit semi-direct externe de H par K suivant {\displaystyle f}. Ce sont des groupes finis, d'ordre |H| |K|.
Une question naturelle se pose alors : si G est un groupe, à quelle condition G est-il un produit direct interne (ou un produit semi-direct interne) de deux sous-groupes H et K ?
Donnons un critère répondant à cette question. On pose {\displaystyle HK=\{hk\mid h\in H,k\in K\}} (attention, ce sous-ensemble de G n'est en général pas un groupe).
Produit direct interne
Un groupe G est produit direct interne de deux sous-groupes H et K si et seulement si :
- les groupes H et K sont distingués dans G ;
- H∩K = {1} ;
- G = HK.

Produit semi-direct interne
Un groupe G est produit semi-direct interne de deux sous-groupes H et K si et seulement si :
- le groupe H est distingué dans G ;
- H∩K = {1} ;
- G = HK.

Lorsque G est fini, on peut s'aider de l'égalité combinatoire suivante :
{\displaystyle |HK|={\frac {|H||K|}{|H\cap K|}}.}
Ainsi, dans le cas où G est fini, les deux critères se voient considérablement simplifiés. En effet si les deux premiers points du critère sont vérifiés, alors le troisième point peut être remplacé par |G| = |H| |K|.
Parmi les exemples donnés ci-dessus, on peut montrer que le groupe de Klein est isomorphe au produit direct {\displaystyle \mathbb {Z} /2\mathbb {Z} \times \mathbb {Z} /2\mathbb {Z} }. Le groupe diédral est quant à lui isomorphe au produit semi-direct de {\displaystyle \mathbb {Z} /n\mathbb {Z} } par {\displaystyle \mathbb {Z} /2\mathbb {Z} }.
On a vu que tout groupe cyclique est abélien. Le groupe de Klein montre que la réciproque est fausse. On a cependant le résultat remarquable suivant : 

Tout groupe abélien fini est un produit direct de groupes cycliques.

## Sous-groupes de Sylow
Soit G un groupe fini d'ordre n, soit p un diviseur premier de n, soit pr la plus grande puissance de p qui divise n, de sorte que n = prm, m étant un entier non divisible par p. On appelle p-sous-groupe de Sylow de G tout sous-groupe d'ordre pr de G.
On démontre les énoncés suivants (théorèmes de Sylow) :
1. tout p-sous-groupe de G, c'est-à-dire tout sous-groupe de G dont l'ordre est une puissance de p, est contenu dans au moins un p-sous-groupe de Sylow de G ; il en résulte que les p-sous-groupes de Sylow de G sont les éléments maximaux de l'ensemble des p-sous-groupe de G, ce par quoi certains auteurs les définissent ;
2. les p-sous-groupe de Sylow de G sont conjugués entre eux ;
3. leur nombre est congru à 1 modulo p ;
4. ce nombre divise le facteur m défini plus haut.

Les sous-groupes de Sylow sont un instrument essentiel de l'étude des groupes finis.

## Classification des groupes finis
On rencontre de nombreuses structures de groupes finis de nature très différentes. À ce titre, l'étude des groupes finis est riche et compliquée. Une approche naturelle pour aborder cette théorie serait de donner une classification des groupes finis, c’est-à-dire, une liste de familles de groupes décrivant, à isomorphisme près, tous les groupes finis. Ce problème est très ardu. On est d'ailleurs actuellement incapable de produire une telle liste.
Apportons tout de même quelques éléments de réponses. Dans le cas où le groupe est abélien, la théorie est parfaitement connue. Elle se généralise même aux groupes abéliens de type fini. Sinon, on introduit des groupes d'un type particulier : les groupes simples. On va tenter de saisir le rôle primordial qu'ils ont et comprendre comment, dans une certaine mesure, ils permettent d'appréhender la classification des groupes finis. Auparavant, on a besoin d'introduire quelques notions.
Soit G un groupe fini, on appelle suite normale de G toute suite finie strictement décroissante (au sens de l'inclusion) de sous-groupes :
{\displaystyle \{1\}=G_{n}\subset G_{n-1}\subset \ldots \subset G_{1}\subset G_{0}=G}
telle que Gi est un sous-groupe distingué de Gi-1.
Une suite normale est appelée une suite de décomposition, ou encore une suite de Jordan-Hölder, si elle est maximale. Le groupe Gi étant distingué dans Gi-1, il y a un sens à considérer le groupe quotient Gi-1/Gi (noté Fi dans la suite). Les groupes Fi qui apparaissent dans cette construction sont appelés les facteurs de décomposition de la suite.
La maximalité de la suite de décomposition entraîne immédiatement qu'ils sont simples.
Par ailleurs, le théorème de Jordan-Hölder affirme que deux suites de décomposition de G ont (à isomorphisme près) les mêmes facteurs de décomposition. (Attention, ils peuvent ne pas apparaître dans le même ordre).
Ainsi, à tout groupe fini G, on est capable d'associer une suite de groupes simples (F1, ... ,Fn).
Cette suite ne caractérise pas le groupe G ; l’étude de tout groupe ne peut donc pas se ramener à l’étude des seuls groupes simples. Prenons pour s'en convaincre le cas du groupe cyclique à 4 éléments {\displaystyle \mathbb {Z} /4\mathbb {Z} } et du groupe de Klein (isomorphe à {\displaystyle \mathbb {Z} /2\mathbb {Z} \times \mathbb {Z} /2\mathbb {Z} }). Ces deux groupes ont la même suite de facteurs de décomposition {\displaystyle (\mathbb {Z} /2\mathbb {Z} ,\mathbb {Z} /2\mathbb {Z} )} sans pour autant être isomorphes.
Elle a cependant une très forte influence sur sa structure. Citons par exemple l'étude des groupes résolubles (c’est-à-dire, dans le cas fini, des groupes dont les facteurs de décomposition sont des groupes cycliques d'ordre premier).
On arrive tout naturellement à une question capitale en théorie des groupes finis, connue sous le nom du « problème de l'extension » qui s'énonce par :

Étant donnés deux groupes finis H et K, quelles sont les extensions de K par H ?
Les produits directs et semi-directs sont toujours des solutions au problème de l'extension. Cependant, il peut en exister d'autres. On peut le voir par exemple avec le groupe des quaternions, qui est une extension de {\displaystyle \mathbb {Z} /4\mathbb {Z} } par {\displaystyle \mathbb {Z} /2\mathbb {Z} } sans pour autant être un produit semi-direct.
Supposons un instant que l'on sache résoudre le problème de l'extension en général. On serait alors capable de reconstruire tous les groupes finis à partir des groupes simples (en résolvant le problème de l'extension de proche en proche à partir d'une suite de groupes simples - qui deviendrait ensuite la suite de facteurs de décomposition du groupe construit).
Le problème de l'extension apparaît donc comme une sorte de réciproque à celui d'associer à un groupe fini une suite de facteurs de décomposition.
Cette approche montre que l'étude des groupes finis revient à :
- l'étude des groupes simples ;
- le problème de l'extension.

Ainsi les groupes finis simples apparaissent comme les briques élémentaires de la théorie des groupes finis.
En 1981, après plus d'un demi-siècle de travail et quelques milliers de pages de démonstration, la communauté mathématique donne une classification des groupes simples finis. Plus précisément, tout groupe simple fini appartient à l'une des familles suivantes :
- les groupes cycliques dont l'ordre est un nombre premier ;
- les groupes de Chevalley ;
- les groupes alternés {\displaystyle {\mathfrak {A}}_{n}}, avec n ≥ 5 ;
- les groupes sporadiques, au nombre de 26.